# Khandwa
Khandwa är en stad i den indiska delstaten Madhya Pradesh och är centralort i ett distrikt med samma namn. Folkmängden uppgick till 200 738 invånare vid folkräkningen 2011.
Khandwa ligger 11 mil sydöst om Indore. Det är en gammal stad med jaina- och andra tempel och är en viktig järnvägsknut vid huvudlinjen av centrala stambanan i Indien. En viktig näring är bomullsexport.